# جاکوپو دسوگوس
جاکوپو دسوگوس (انگلیسی: Jacopo Desogus؛ زادهٔ ۱ اکتبر ۲۰۰۲) بازیکن فوتبال است.